# Habitació 301
Habitació 301 (originalment en finès, Huone 301) és una sèrie de televisió finlandesa de sis episodis. Es va començar a emetre el 19 de desembre de 2019 al canal Elisa Viihde.
El 8 d'agost de 2022 es va estrenar la versió doblada al català a TV3. Els dos primers capítols van ser seguits per 220.000 espectadors (14,0% de quota de pantalla) i 130.000 seguidors (9,8%), respectivament.

## Sinopsi
A l'estiu, el fill petit de la família Kurtti, el Tommi, és assassinat a trets i el jove veí, l'Elias, se'n fa responsable. Dotze anys després, durant unes vacances familiars a Grècia, l'avi del Tommi troba que un hoste del mateix hotel s'assembla molt a l'Elias just després que la família hagi rebut una carta d'amenaça just abans de sortir de viatge.

## Repartiment
- Antti Virmavirta com a Risto Kurtti, pare del Seppo i el Mikko.
- Kaija Pakarinen com a Eeva Kurtti, dona del Risto.
- Jussi Vatanen com a Seppo Kurtti, fill del Risto i pare del petit Tommi.
- Leena Pöysti com a Olivia Kurtti, exdona del Seppo i mare del petit Tommi.
- Andrei Alén com a Mikko Kurtti, fill del Risto i pare del Mikko.
- Kreeta Salminen com a Leena Kurtti, dona del Mikko i mare del Kalle.
- Vilho Rönkkönen com a Kalle Kurtti, fill del Mikko i la Leena.
- Asta Friman com a Anna Kurtti, filla del Seppo i l'Olivia.
- Linnea Skog com a TTytti Kurtti, filla del Seppo i l'Olivia.
- Elias Gould com a Leo
- Nika Savolainen com a Nina
- Hilda Panula com l'Anna Kurtti (de petita)
- Pinja Kivilahti com la Tytti Kurtti (de petita)
- Eliel i Oliver Lahdensuu com el petit Tommi Kurtti.
- Viljami Lahti com a Elias Leppo
- Jarkko Lahti com a Joel Leppo, pare de l'Elias.
- Eeva Soivio com a Marta Leppo, mare de l'Elias.
- Mikko Kauppila com a Daniel
- Elias Salonen com a Ellu
- Juha Varis com a Pekka
- Vilma Sippola com a Sonia
- Matti Onnismaa com l'agent de policia Korhonen.

## Episodis
| Episodi | Títol                    | Director        | Data estrena a Finlàndia | Data estrena a Catalunya | Audiència a TV3 |  |
| ------- | ------------------------ | --------------- | ------------------------ | ------------------------ | --------------- |  |
| 1       | "Kirje" (Carta)          | Mikko Kuparinen | 19 de desembre de 2019   | 8 d'agost de 2022        | 14,3%           |  |
|         |                          |                 |                          |                          |                 |  |
| 2       | "Juhannus" (Sant Joant)  | Mikko Kuparinen | 19 de desembre de 2019   | 8 d'agost de 2022        | 10,2%           |  |
|         |                          |                 |                          |                          |                 |  |
| 3       | "Poikaystävä" (Xicot)    | Mikko Kuparinen | 19 de desembre de 2019   | 15 d'agost de 2022       | 9,8%            |  |
|         |                          |                 |                          |                          |                 |  |
| 4       | "Onnettomuus" (Accident) | Mikko Kuparinen | 19 de desembre de 2019   | 15 d'agost de 2022       | 8,3%            |  |
|         |                          |                 |                          |                          |                 |  |
| 5       | "Syyllinen" (Culpable)   | Mikko Kuparinen | 26 desembre 2019         | 22 d'agost de 2022       | 9,6%            |  |
|         |                          |                 |                          |                          |                 |  |
| 6       | "Haulikko " (Escopeta)   | Mikko Kuparinen | 26 desembre 2019         | 22 d'agost de 2022       | 7,5%            |  |
|         |                          |                 |                          |                          |                 |  |